# Хонда Мідорі
Хонда Мідорі (яп. 本田 美登里; нар. 16 листопада 1964) — японська футболістка. Вона грала за збірну Японії.

## Клубна кар'єра
У 1979 році дебютувала в «Сімідзудайнаті». 1985 року вона перейшла до «Йоміурі Белеза». Наприкінці сезону 1992 року вона завершила ігрову кар'єру.

## Виступи за збірну
У червні 1981 року, її викликали до національної збірної Японії на чемпіонат Азії 1981 року. На цьому турнірі, 7 червня, вона дебютувала в збірній у поєдинку проти Китайського Тайбею. У складі японської збірної учасниця жіночого чемпіонату світу 1991 року. З 1981 по 1991 рік зіграла 43 матчі в національній збірній..

## Статистика виступів
| Збірна Японії | Збірна Японії | Збірна Японії |
| Рік           | Матчі         | Голи          |
| ------------- | ------------- | ------------- |
| 1981          | 5             | 0             |
| 1982          | 0             | 0             |
| 1983          | 0             | 0             |
| 1984          | 3             | 0             |
| 1985          | 0             | 0             |
| 1986          | 6             | 0             |
| 1987          | 4             | 0             |
| 1988          | 3             | 0             |
| 1989          | 8             | 0             |
| 1990          | 5             | 0             |
| 1991          | 9             | 0             |
| Загалом       | 43            | 0             |